# Earth 2150: Lost Souls
Earth 2150: Lost Souls – kontynuacja polskich strategicznych gier komputerowych Earth 2150: Escape from the Blue Planet i Earth 2150: The Moon Project, stworzona przez Reality Pump i wydana przez Zuxxez w 2002 roku.

## Rozgrywka
Akcja Earth 2150: Lost Souls rozpoczyna się 7 grudnia 2150 roku, do końca istnienia Ziemi pozostało kilka godzin. Trzy miesiące wcześniej Dynastia Euroazjatycka ukończyła budowę floty gwiezdnych wahadłowców, która ma ewakuować ludzi z zagrożonej planety. Wkrótce pojawia się problem, flota jest w stanie zabrać tylko Cara Vladimira II oraz jego najbliższą rodzinę i służbę. Ludność cywilna Dynastii Euroazjatyckiej doprowadza do wybuchu konfliktu zbrojnego. Grę stworzono na ulepszonym trójwymiarowym silniku graficznym z Earth 2150: Escape from the Blue Planet. W grze zawarto edytor map oraz specjalny skrypt Earth C, który udostępnia możliwość stworzenia własnej kampanii.